# (54862) Sundaigakuen
(54862) Sundaigakuen est un astéroïde de la ceinture principale.

## Description
(54862) Sundaigakuen est un astéroïde de la ceinture principale. Il fut découvert le 23 juillet 2001 à Shishikui par Hiromu Maeno. Il présente une orbite caractérisée par un demi-grand axe de 2,45 UA, une excentricité de 0,19 et une inclinaison de 5,0° par rapport à l'écliptique.

## Compléments